# Sisino de Pretis Cagnodo
Sisino von Pretis Cagnodo, detto anche in italiano Sisino de Pretis Cagnodo (Amburgo, 14 febbraio 1828 – Vienna, 15 dicembre 1890), è stato un politico austriaco.

## Biografia
Sisinio von Pretis-Cagnodo nacque il 14 febbraio 1828, figlio dell'omonimo diplomatico austriaco. Dopo aver studiato legge e scienze politiche nelle università di Innsbruck, Praga, Gottinga e Heidelberg, nel 1850 si laureò in legge ed entrò nel servizio civile austriaco presso la procura delle finanze di Trieste nel 1852. L'anno successivo divenne membro della luogotenenza costiera, ma dal 1855 prestò servizio come disegnatore per la regia imperiale autorità marittima e dal 1857 divenne segretario governativo.
Nel 1862 divenne segretario ministeriale presso il neocostituito ministero della marina che tuttavia esistette solo durante il mandato di Friedrich Moritz von Burger per poi venire sciolto nel 1865. A seguito di questo scioglimento, de Pretis-Cagnodo lavorò nella sezione navale come consigliere di sezione e l'anno successivo, il 1866, entrò nell'Imperial Regio Ministero del Commercio e dell'Economia. Al ministero si distinse per la sua personale esperienza in materia doganale e concluse accordi commerciali con Inghilterra, Francia, Italia, Germania e Svizzera.
Nel 1867 de Pretis-Cagnodo ricoprì la carica di capo sezione dal 1870 fu alla guida del dipartimento del commercio. In seguito alle dimissioni di Alfred Józef Potocki, Pretis-Cagnod nel 1871 ottenne la nobilitazione a barone e venne nominato governatore delle tre terre della corona di Gorizia, Gradisca e Trieste, rimanendo in tale posizione dal 27 febbraio 1871 sino al gennaio del 1872.
Il Pretis-Cagnodo, storicamente vicino ai liberali tedeschi, fu inviato dal 1872 al 1882 per conto dei grandi latifondisti boemi come membro del Reichsrat al parlamento della Cisleitania. Fu tra coloro che sostennero l'acquisizione della Bosnia nel 1878.
Dopo una crisi nel ministero Auersperg, si pensò di affidare a Sisinio von Pretis-Cagnodo la formazione di un nuovo governo da parte del imperatore d'Austria, Francesco Giuseppe I, nella tarda estate del 1878 su suggerimento dell'ex ministro della giustizia, Eduard Herbst. Tuttavia, poiché Herbst si è poi rifiutato di servire in parlamento, quest'incarico venne rinviato.
Anche de Pretis-Cagnodo rimase al fianco di Karl von Stremayr come ministro delle finanze e si dimise con lui solo nel 1879. Divenne quindi nuovamente governatore del litorale austriaco dal 1879 al 1888. Qui, a parte i disordini irredentisti legati al tentato omicidio del kaiser da parte di Guglielmo Oberdan e la conseguente sua condanna alla pena di morte, venne mantenuta una sostanziale pace tra le varie nazionalità che abitavano la zona.
De Pretis-Cagnodo divenne membro del consiglio segreto dell'imperatore nel 1873. Dopo il suo ritiro nel 1889, venne nominato membro del consiglio di amministrazione della Bodencreditanstalt e divenne presidente del consiglio di amministrazione della compagnia privata per le strade ferrate austroungariche.
Sisinio von Pretis-Cagnodo morì il 15 dicembre 1890 all'età di 62 anni a Vienna. Fu sepolto nel cimitero di Mauer.